# Ontario Khalsa Darbar
Ontario Khalsa Darbar: és un temple sikh que es troba a Mississauga, Ontario. És un dels majors temples sikh del Canadà, atreu a desenes de milers de participants en els principals festivals religiosos. La paraula gurdwara (en panyabí oriental: ਗੁਰਦੁਆਰਾ), significa "La porta cap al guru", és un lloc de culte, un centre comunitari i un temple sikh.
El temple es va iniciar oficialment en 1978 en un petit remolc. Es va aconseguir aplegar més diners, es va comprar un terreny i es va construir un edifici en 1988. La seva nova ubicació es troba en el número 7080 de Dixie Road, a Mississauga, Ontario.
La cerimònia d'obertura en 1989, va atreure a una multitud de 10.000 fidels. Durant la dècada de 1990, es va comprar més terreny, i es va construir un estadi a l'aire lliure. L'arquitecte Hardial Dhir va ser triat per construir i dissenyar el centre comunitari, i renovar la gurdwara. Aquest temple, és la gurdwara central de l'àrea metropolitana de Toronto.